# Filyra
Filyra (gr. Φιλύρα Philýra, łac. Philyra) – w mitologii greckiej jedna z okeanid.
Uchodziła za córkę tytana Okeanosa i tytanidy Tetydy. Była jedyną znaną z imienia kochanką Kronosa, z którym spłodziła Chirona.
Po tym, jak Kronos połknął abadir, jego żona, Reja odmawiała wypełniania swoich obowiązków małżeńskich. Kronos zaczął więc szukać zadowolenia gdzie indziej. Gdy ujrzał Filyrę, zachwycił się nią. Nimfa bała się władcy bogów i ludzi. Wobec tego Kronos przybrał postać pięknego konia i zaczął kusić okeanidę, która mu uległa. W trakcie aktu miłosnego, w jaskini zastała ich Rea. Kronos, przerażony, że żona nakryła go na gorącym uczynku, wrócił do swojej człekokształtnej postaci i tak dokończył. Wówczas uciekł z jaskini. Filyra 9 miesięcy później urodziła Chirona, pierwszego centaura. Chiron przybrał postać pół człowieka, pół konia, gdyż Kronos rozpoczął akt w postaci konia, potem zmieniając się w człowieka. Filyra już nigdy więcej nie widziała Kronosa, który pozostawił ją samą z niecodziennie wyglądającym dzieckiem.